# 889 (číslo)
Osm set osmdesát devět je přirozené číslo. Římskými číslicemi se zapisuje DCCCLXXXIX a řeckými číslicemi ωπθʹ. Následuje po čísle osm set osmdesát osm a předchází číslu osm set devadesát.

## Matematika
889 je:
- Deficientní číslo
- Složené číslo
- Poloprvočíslo
- Nešťastné číslo

## Astronomie
- (889) Erynia je planetka hlavního pásu, kterou v roce 1918 objevil Max Wolf
- NGC 889 je galaxie v Souhvězdí Fénixe

## Roky
- 889
- 889 př. n. l.